# ریزا (رپر)
رابرت فیتزجرالد دیگز (به انگلیسی: Robert Fitzgerald Diggs) با نام هنری رزا (انگلیسی: Rza؛ زادهٔ ۵ ژوئیهٔ ۱۹۶۹) یک رپر، پرودیوسر، بازیگر و فیلمساز آمریکایی و بنیانگذار گروه هیپ هاپ ووتنگ کلن است. وی از سال ۱۹۸۹ میلادی تاکنون مشغول فعالیت بوده‌است.
از فیلم‌ها یا برنامه‌های تلویزیونی که وی در آن نقش داشته‌است، می‌توان به پوکر فیس، مردی با مشت‌های آهنین، گانگستر آمریکایی، قهوه و سیگار، آدم‌های بامزه، جی.آی.جو: تلافی، سه روز آینده، عمارت‌های آجری، موعد مقرر، خرابکاری او در سال ۲۰۲۰ در کنار جیدن اسمیت و کارا دلوین در فیلم زندگی در یک سال به ایفای نقش پرداخت.

## فیلم‌شناسی

### سینما
- زندگی در یک سال ۲۰۲۰